# Wachau (Saxe)
Pour les articles homonymes, voir Wachau (homonymie).
Wachau est une commune de l'arrondissement de Bautzen, située dans le land de Saxe en Allemagne. 

## Géographie
La municipalité se trouve dans le nord-est de la région de Dresde, à 4 kilomètres au nord de Radeberg. L'autoroute allemande 4 (route européenne 40) traverse le territoire communal entre les sorties d'Ottendorf-Okrilla et de Pulsnitz.

## Histoire

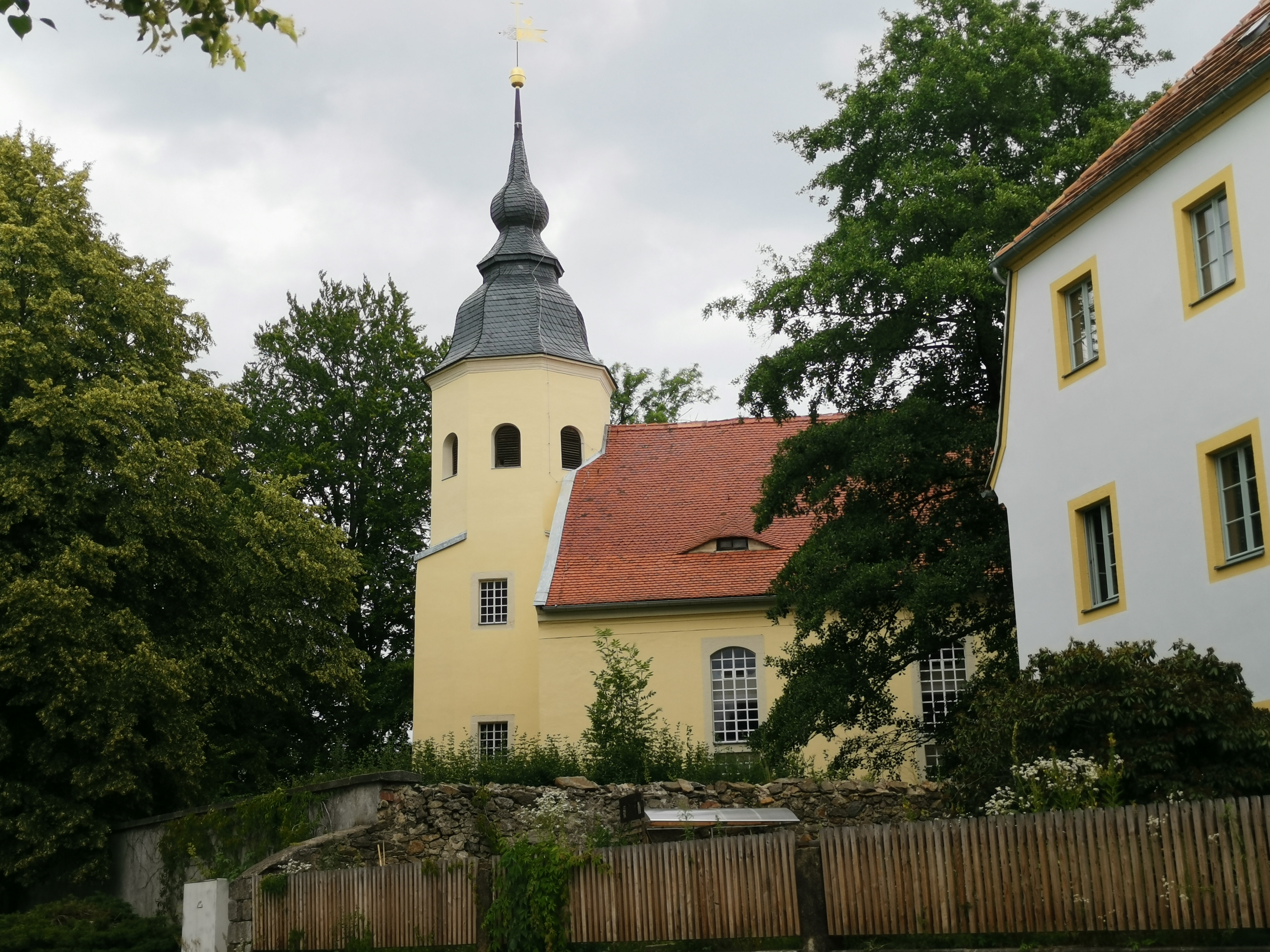
L'église paroissiale.

Le manoir de Wachowe, un toponyme sorabe, fut mentionné pour la première en 1218. À ce temps, la région appartenait à la marche de Misnie et faisait l'objet de la colonisation germanique. En 1378, la propriété passe à la noble famille von Schönfeld. 
Le château de Wachau fut reconstruit dans le style baroque de 1730 à 1741 ; l'intérieur est reconçu par l'architecte Georg Weidenbach vers 1885.

## Architecture
La commune est bien connue pour le château de Seifersdorf, reconstruit de 1818 à 1822 dans le style néogothique selon les plans de Karl Friedrich Schinkel, et le jardin paysager (Seifersdorfer Tal) aménagé vers la fin du XVIIIe siècle.

## Personnalités liées à la ville
- Hanns Moritz von Brühl (1746-1811), homme politique mort à Seifersdorf ;
- Carl August Richter (1770-1848), dessinateur, né à Wachau ;
- Heinrich Gotthold Arnold (1785-1854), peintre, né à Lomnitz ;
- Sebastian Forke (1987-), coureur cycliste, né à Seifersdorf.